# Sid Caesar
Pour les articles homonymes, voir Caesar.
Sid Caesar, de son vrai nom Isaac Sidney Caesar, est un acteur, humoriste, compositeur et scénariste américain né le 8 septembre 1922 à Yonkers, dans l'État de New York, aux (États-Unis), et mort le 12 février 2014 à Beverly Hills, en Californie, aux (États-Unis).
Il est connu comme pour avoir été l'un des pionniers de la télévision américaine avec ses émissions hebdomadaires qui étaient regardées par 60 millions d'Américains et a influencé une majeure partie des plus grands comédiens sur plusieurs générations.
Caesar est considéré comme le plus grand comédien à « sketchs » et sa carrière a duré plus de 60 ans.
Il a travaillé avec Mel Brooks, Woody Allen, Carl Reiner et Neil Simon entre autres.

## Biographie

### Débuts
Issac Sydney "Sid" Caesar est un juif polonais de la ville de Yonkers, à New York.
Son nom Caesar lui a été donné enfant lors de son arrivée en bateau à Ellis Island.
Ses parents Max et Ida tiennent un restaurant ouvert 24/24 dans le Bronx.
C'est en observant les clients du restaurant et les étrangers de passage que Sid étudie leurs gestes et mimiques et leur façon de parler. Sid est capable très vite de parler avec n'importe quel accent: italien, français, espagnol, ou bulgare.
À 14 ans, Sid donne des représentations de ses premiers sketchs.

## Filmographie

### comme acteur
- 1946 : Tars and Spars d'Alfred E. Green : Chuck Enders
- 1947 : Peter Ibbetson a raison (The Guilt of Janet Ames) d'Henry Levin : Sammy Weaver
- 1949 : The Admiral Broadway Revue (en) (série télévisée) : Regular Performer
- 1950 : Your Show of Shows (en) (série télévisée) : Regular Performer
- 1954 : Caesar's Hour (en) (série télévisée) : Bob Victor
- 1958 : Sid Caesar Invites You (série télévisée)
- 1958 : Sid Caesar Invites You (série télévisée)
- 1958 : The Sid Caesar Show (TV)
- 1963 : The Sid Caesar Show (série télévisée) : Various
- 1963 : Un monde fou, fou, fou, fou (It's a Mad Mad Mad Mad World) de Stanley Kramer : Melville Crump, DDS
- 1967 : The Busy Body de William Castle : George Norton
- 1967 : Petit guide pour mari volage (A Guide for the Married Man) de Gene Kelly : Technical Adviser (at Romanoff's)
- 1967 : Trois fantômes à la page (The Spirit is willing) de William Castle : Ben Powell
- 1973 : 10 from Your Show of Shows de Max Liebman
- 1974 : 747 en péril (Airport 1975) de Jack Smight : Barney
- 1976 : La Dernière Folie de Mel Brooks (Silent Movie) de Mel Brooks : Studio Chief
- 1977 : Fire Sale d'Alan Arkin : Sherman
- 1977 : Barnaby and Me (TV) : Leo Fisk
- 1977 : Flight to Holocaust (TV) : George Beam
- 1977 : La Malédiction de la veuve noire (Curse of the Black Widow) (TV) : Laszlo Cozart
- 1978 : Grease de Randal Kleiser : Coach Calhoun
- 1978 : Le Privé de ces dames (The Cheap Detective) de Robert Moore : Ezra Dezire
- 1979 : Intergalactic Thanksgiving (TV) : King Goochi (voix)
- 1980 : Oz : Wizard / Mince Pie (voix)
- 1980 : Le Complot diabolique du docteur Fu Manchu (The Fiendish Plot of Dr Fu Manchu) de Peter Sellers, David Tomlinson et John Le Mesurier : Joe Capone
- 1981 : The Munsters' Revenge (TV) : Dr Diablo
- 1981 : La Folle Histoire du monde (History of the World: Part I) de Mel Brooks : Chief Caveman
- 1982 : Grease 2 de Patricia Birch : Coach Calhoun
- 1983 : Found Money (TV) : Sam Green
- 1984 : Over the Brooklyn Bridge de Menahem Golan : Uncle Benjamin
- 1984 : Cannon Ball 2 (Cannonball Run II) de Hal Needham : Fisherman
- 1985 : Alice au pays des merveilles (Alice in Wonderland) (TV) : Le Gryphon
- 1985 : Love Is Never Silent (en) (TV) : Mr. Petrakis
- 1986 : Stoogemania (en) de Chuck Workman : Doctor Fixyer Mindyer
- 1986 : Christmas Snow (TV) : Snyder
- 1987 : The Emperor's New Clothes d'Alan Taylor : The Emperor
- 1988 : Freedom Fighter (TV) : Max
- 1988 : Side by Side (TV) : Louis Hammerstein
- 1992 : Amazing Stories: Book Four (vidéo) : Lou Bundles / Mr. Magic (segment "Mr. Magic")
- 1995 : Une punition inattendue (en) (The Great Mom Swap) (TV) : Papa Tognetti
- 1997 : Vacances à Vegas (Vegas Vacation) de Jonathan Prince : Mr. Ellis
- 1998 : The Wonderful Ice Cream Suit de Stuart Gordon : Sid Zellman
- 2004 : Comic Book: The Movie de Mark Hamill (vidéo) : Old Army Buddy

### comme compositeur
- 1954 : Caesar's Hour (en) (série télévisée)
- 1965 : The Dean Martin Show (en) (série télévisée)

### comme scénariste
- 1973 : 10 from Your Show of Shows

## Récompenses et nominations

### Récompenses
2 Emmy Awards

### Nominations
11 Emmy Awards